# 红果街道
红果街道，是中华人民共和国贵州省六盤水市盘州市下辖的一个街道办事处。
2015年6月4日，贵州省人民政府批复同意盘县乡镇行政区划调整，新设置的红果街道辖原红果镇地域，街道办事处驻月亮山社区。

## 行政区划
红果街道下辖以下地区：
月亮山社区、平川社区、挪湾村、纸厂村、花家庄村、中沙村、舍勒村和下沙村。